# متلازمة باركنسون بلس
متلازمة باركنسون بلس هي مجموعة من الأمراض التنكسية العصبية التي تضم السمات الكلاسيكية المعروفة لمرض باركنسون (الرعاش، والتقبض، وتعذر الحركة / بطء الحركة وعدم استقرار الوضعية) مصحوبة بعدد من السمات الإضافية التي تميزها عن مرض باركنسون البسيط مجهول السبب (بّي دي). تتطور متلازمة باركنسون بلس إما جينيًا عن طريق الوراثة أو كمرض فرداني.
غالبًا ما يصعب تمييز الباركنسونية غير النمطية ومتلازمات باركنسون بلس الأخرى وتفريقها عن مرض باركنسون البسيط وعن بعضها البعض. تشمل هذه المتلازمات كلًا من الضمور الجهازي المتعدد (إم سي إيه)، والشلل فوق النووي المترقي (بّي إس بّي) والتنكس القشري القاعدي (سي بي دي). قد يشارك الخرف المصحوب بأجسام ليوي (دي إل بي) أو لا يشارك في أمراض طيف باركنسون، لكن يمكن ملاحظته بشكل متزايد باعتباره ثاني أكثر أنواع خرف التنكس العصبي شيوعًا بعد مرض آلزهايمر. يمكن في الوقت الحالي تجميع هذه الاضطرابات في مجموعتين اثنتين، اعتلالات الساينوكلين واعتلالات تاو. قد تتطور هذه الاضطرابات أيضًا مصحوبة بالعديد من الأمراض الأخرى.
تشمل متلازمات باركنسون بلس الأخرى مرض بيك واضطراب ضمور الزيتونة والجسر والمخيخ. يتميز الأخير بكل من الرنح والرتة، وقد يتطور إما كاضطراب وراثي أو كشكل من أشكال الضمور الجهازي المتعدد. يتميز الضمور الجهازي المتعدد أيضًا بالفشل العصبي الذاتي، الذي يطلق عليه رسميًا اسم متلازمة شي دراغر.

## التظاهرات
تشمل السمات السريرية التي تميز متلازمات باركنسون بلس عن مرض باركنسون البسيط مجهول السبب كلًا من بدء تطور للأعراض بشكل متناظر، والافتقار إلى رعاش الراحة غير المنتظم وانخفاض الاستجابة للأدوية دوبامينية الفعل (بما في ذلك ليفودوبا). تشمل السمات الأخرى بطء الحركة، وعدم استقرار الوضعية مبكر الحدوث، والتقبض المتزايد في العضلات المحورية، وخلل الوظائف المستقلة، ومتلازمة اليد الغريبة، والشلل فوق النووي المترقي، والعمه الحركي، وإصابة المخيخ بما في ذلك الخلايا الهرمية وفي بعض الحالات الإصابة بعجز معرفي كبير.

## التشخيص
يمكن تحسين التشخيص الدقيق لمتلازمات باركنسون بلس عند استخدام المعايير التشخيصية بدقة. نظرًا إلى صعوبة تشخيصها بشكل مفرد، تمتلك هذه المتلازمات إنذارًا سيئًا في غالبية الأحيان. يُعد التشخيص الصحيح لهذه الاضطرابات التنكسية العصبية أمرًا بالغ الأهمية نظرًا إلى التباين الكبير بين العلاجات الفردية التي تختلف باختلاف الحالة. يمثل إجراء التصوير الطبي بأشعة غاما (إس بّي إي سي تي) للطب النووي باستخدام مركب يود 123 – يودوبنزاميد (آي بي زد إم) أداة فعالة في وضع التشخيص التفريقي بين مرضى مرض باركنسون البسيط من جهة وأولئك المصابين بمتلازمات باركنسون بلس من جهة أخرى.

## العلاجات
تتسم متلازمات باركنسون بلس عادة بترقيها السريع واستجابتها المنخفضة للأدوية المضادة للباركنسونية مقارنة بمرض باركنسون البسيط. مع ذلك، قد تظهر السمات الإضافية الأخرى لهذه الأمراض استجابة للأدوية غير المستخدمة مع مرض باركنسون البسيط.
يتمحور العلاج الحالي لمتلازمة باركنسون بلس حول العلاجات متعددة الفروع للأعراض.